# Days of Defiance
Days of Defiance è il sesto album in studio del gruppo musicale heavy metal greco Firewind.

## Tracce
1. The Ark of Lies – 4:44
2. World on Fire – 4:38
3. Chariot – 4:38
4. Embrace the Sun – 4:05
5. The Departure – 0.44
6. Heading for the Dawn – 4:00
7. Broken – 3.24
8. Cold as Ice – 4:34
9. Kill in the Name of Love – 4:27
10. Skg (Strumentale) – 5:19
11. Losing Faith – 4:11
12. The Yearning - 4:53
13. When All Is Said and Done - 5:06
14. Wild Rose (Bonus Track) - 4:24
15. Ride to the Rainbow's End (Bonus Track)- 4:31
16. Breaking the Law (Cover dei Judas Priest) - 2:39

## Formazione
- Apollo Papathanasio – voce
- Gus G. – chitarra
- Bob Katsionis – tastiere
- Petros Christo – basso
- Michael Ehré – batteria